# بيث جرانت
بيث جرانت (بالإنجليزية: Beth Grant)‏ مواليد 18 سبتمبر 1949 في ألاباما، الولايات المتحدة، هي ممثلة أمريكية بدأت مسيرتها الفنية عام 1979.
*من أدوراها المميزة في فيلم الدراما الرومانسي كلمات على جدران الحمام عام 2020.

## روابط خارجية
- بيث جرانت على موقع IMDb (الإنجليزية)
- بيث جرانت على موقع قاعدة بيانات الأفلام العربية
- بيث جرانت على موقع ألو سيني (الفرنسية)
- بيث جرانت على موقع أول موفي (الإنجليزية)
- بيث جرانت على موقع قاعدة بيانات الأفلام السويدية (السويدية)
- بيث جرانت على موقع إن إن دي بي (الإنجليزية)
- بيث جرانت على موقع ديسكوغز (الإنجليزية)
- بيث جرانت على موقع قاعدة بيانات الفيلم (الإنجليزية)
- بيث جرانت على موقع كينوبويسك (الروسية)